# Horná Seč
Horná Seč (Hongaars: Felsőszecse) is een Slowaakse gemeente in de regio Nitra, en maakt deel uit van het district Levice.
Horná Seč telt 550 inwoners.